# Tupac Shakur/Diskografie
Diese Diskografie ist eine Übersicht über die musikalischen Werke des US-amerikanischen Rappers Tupac Shakur (2Pac) und seines Pseudonyms Makaveli. Den Quellenangaben und Schallplattenauszeichnungen zufolge hat er bisher mehr als 75 Millionen Tonträger verkauft, womit er zu den erfolgreichsten Einzelinterpreten aller Zeiten gehört. Allein in seiner Heimat verkaufte er über 41,7 Millionen Tonträger. Seine erfolgreichste Veröffentlichung ist die Kompilation Greatest Hits mit mehr als 6,7 Millionen verkauften Einheiten.

## Alben

### Studioalben
| Jahr                               | Titel Musiklabel                                                            | Höchstplatzierung, Gesamtwochen, AuszeichnungChartplatzierungen (Jahr, Titel, Musiklabel, Platzierungen, Wochen, Auszeichnungen, Anmerkungen) | Höchstplatzierung, Gesamtwochen, AuszeichnungChartplatzierungen (Jahr, Titel, Musiklabel, Platzierungen, Wochen, Auszeichnungen, Anmerkungen) | Höchstplatzierung, Gesamtwochen, AuszeichnungChartplatzierungen (Jahr, Titel, Musiklabel, Platzierungen, Wochen, Auszeichnungen, Anmerkungen) | Höchstplatzierung, Gesamtwochen, AuszeichnungChartplatzierungen (Jahr, Titel, Musiklabel, Platzierungen, Wochen, Auszeichnungen, Anmerkungen) | Höchstplatzierung, Gesamtwochen, AuszeichnungChartplatzierungen (Jahr, Titel, Musiklabel, Platzierungen, Wochen, Auszeichnungen, Anmerkungen) | Anmerkungen                                                   |
| Jahr                               | Titel Musiklabel                                                            | DE | AT | CH | UK | US | Anmerkungen                                                   |
| ---------------------------------- | --------------------------------------------------------------------------- | --- | --- | --- | --- | --- | ------------------------------------------------------------- |
| 1991                               | 2Pacalypse Now Interscope Records (EastWest)                                | — | — | — | — | US64 Gold · (23 Wo.)US | Erstveröffentlichung: 12. November 1991 Verkäufe: + 900.000   |
| 1993                               | Strictly 4 My N.I.G.G.A.Z. Interscope Records (Atlantic)                    | — | — | — | UK— SilberUK | US24 Platin · (60 Wo.)US | Erstveröffentlichung: 16. Februar 1993 Verkäufe: + 1.667.500  |
| 1995                               | Me Against the World Interscope Records (Atlantic)                          | DE23 (14 Wo.)DE | — | — | UK90 Gold · (1 Wo.)UK | US1 ×2Doppelplatin · (65 Wo.)US | Erstveröffentlichung: 14. März 1995 Verkäufe: + 3.607.500     |
| 1996                               | All Eyez on Me Interscope Records (Polygram)                                | DE16 (25 Wo.)DE | — | CH15 (13 Wo.)CH | UK32 Platin · (15 Wo.)UK | US1 Diamant · (122 Wo.)US | Erstveröffentlichung: 13. Februar 1996 Verkäufe: + 6.375.000  |
| 1996                               | The Don Killuminati: The 7 Day Theory Interscope Records (Uni Distribution) | DE76 (4 Wo.)DE | — | — | UK53 Gold · (2 Wo.)UK | US1 ×4Vierfachplatin · (63 Wo.)US | Erstveröffentlichung: 5. November 1996 Verkäufe: + 4.150.000  |
| Postum veröffentlichte Studioalben |                                                                             | | | | | |                                                               |
|                                    |                                                                             | | | | | |                                                               |
| 1997                               | R U Still Down? (Remember Me) Interscope Records (UMG)                      | DE25 (9 Wo.)DE | AT23 (4 Wo.)AT | — | UK44 Gold · (5 Wo.)UK | US2 ×4Vierfachplatin · (26 Wo.)US | Erstveröffentlichung: 25. November 1997 Verkäufe: + 2.257.500 |
| 2001                               | Until the End of Time Interscope Records (UMG)                              | DE23 (22 Wo.)DE | AT63 (4 Wo.)AT | CH34 (11 Wo.)CH | UK31 Gold · (18 Wo.)UK | US1 ×4Vierfachplatin · (25 Wo.)US | Erstveröffentlichung: 27. März 2001 Verkäufe: + 2.507.500     |
| 2002                               | Better Dayz Interscope Records (UMG)                                        | DE45 (9 Wo.)DE | — | CH60 (10 Wo.)CH | UK68 Gold · (8 Wo.)UK | US5 ×3Dreifachplatin · (25 Wo.)US | Erstveröffentlichung: 26. November 2002 Verkäufe: + 2.100.000 |
| 2004                               | Loyal to the Game Interscope Records (UMG)                                  | DE50 (12 Wo.)DE | — | CH21 (8 Wo.)CH | UK20 Gold · (20 Wo.)UK | US1 Platin · (23 Wo.)US | Erstveröffentlichung: 10. Dezember 2004 Verkäufe: + 1.307.500 |
| 2006                               | Pac’s Life Interscope Records (UMG)                                         | — | — | CH62 (2 Wo.)CH | UK90 (1 Wo.)UK | US9 (15 Wo.)US | Erstveröffentlichung: 21. November 2006 Verkäufe: + 500.000   |

### Kollaboalben
| Jahr | Titel Musiklabel                             | Höchstplatzierung, Gesamtwochen, AuszeichnungChartplatzierungen (Jahr, Titel, Musiklabel, Platzierungen, Wochen, Auszeichnungen, Anmerkungen) | Höchstplatzierung, Gesamtwochen, AuszeichnungChartplatzierungen (Jahr, Titel, Musiklabel, Platzierungen, Wochen, Auszeichnungen, Anmerkungen) | Höchstplatzierung, Gesamtwochen, AuszeichnungChartplatzierungen (Jahr, Titel, Musiklabel, Platzierungen, Wochen, Auszeichnungen, Anmerkungen) | Höchstplatzierung, Gesamtwochen, AuszeichnungChartplatzierungen (Jahr, Titel, Musiklabel, Platzierungen, Wochen, Auszeichnungen, Anmerkungen) | Höchstplatzierung, Gesamtwochen, AuszeichnungChartplatzierungen (Jahr, Titel, Musiklabel, Platzierungen, Wochen, Auszeichnungen, Anmerkungen) | Anmerkungen                                                                |
| Jahr | Titel Musiklabel                             | DE | AT | CH | UK | US | Anmerkungen                                                                |
| ---- | -------------------------------------------- | --- | --- | --- | --- | --- | -------------------------------------------------------------------------- |
| 1994 | Thug Life: Volume 1 Interscope Records (BMG) | — | — | — | — | US42 (29 Wo.)US | Erstveröffentlichung: 15. Oktober 1994 Verkäufe: + 400.000; mit Thug Life  |
| 1997 | Stop the Gunfight Intersound (Intersound)    | — | — | — | — | US123 (5 Wo.)US | Erstveröffentlichung: 27. April 1997 mit Trapp & The Notorious B.I.G.      |
| 1999 | Still I Rise Interscope Records (UMG)        | DE24 (12 Wo.)DE | AT48 (1 Wo.)AT | CH86 (3 Wo.)CH | UK75 Gold · (3 Wo.)UK | US6 Platin · (20 Wo.)US | Erstveröffentlichung: 13. Dezember 1999 Verkäufe: + 1.757.500; mit Outlawz |

### Livealben
| Jahr | Titel Musiklabel                                 | Höchstplatzierung, Gesamtwochen, AuszeichnungChartplatzierungen (Jahr, Titel, Musiklabel, Platzierungen, Wochen, Auszeichnungen, Anmerkungen) | Höchstplatzierung, Gesamtwochen, AuszeichnungChartplatzierungen (Jahr, Titel, Musiklabel, Platzierungen, Wochen, Auszeichnungen, Anmerkungen) | Höchstplatzierung, Gesamtwochen, AuszeichnungChartplatzierungen (Jahr, Titel, Musiklabel, Platzierungen, Wochen, Auszeichnungen, Anmerkungen) | Höchstplatzierung, Gesamtwochen, AuszeichnungChartplatzierungen (Jahr, Titel, Musiklabel, Platzierungen, Wochen, Auszeichnungen, Anmerkungen) | Höchstplatzierung, Gesamtwochen, AuszeichnungChartplatzierungen (Jahr, Titel, Musiklabel, Platzierungen, Wochen, Auszeichnungen, Anmerkungen) | Anmerkungen                                               |
| Jahr | Titel Musiklabel                                 | DE | AT | CH | UK | US | Anmerkungen                                               |
| ---- | ------------------------------------------------ | --- | --- | --- | --- | --- | --------------------------------------------------------- |
| 2005 | Live at the House of Blues Eagle Records (Eagle) | — | — | — | — | US159 (1 Wo.)US | Erstveröffentlichung: 3. Oktober 2005 Verkäufe: + 500.000 |

### Kompilationen
| Jahr | Titel Musiklabel                                                                                 | Höchstplatzierung, Gesamtwochen, AuszeichnungChartplatzierungen (Jahr, Titel, Musiklabel, Platzierungen, Wochen, Auszeichnungen, Anmerkungen) | Höchstplatzierung, Gesamtwochen, AuszeichnungChartplatzierungen (Jahr, Titel, Musiklabel, Platzierungen, Wochen, Auszeichnungen, Anmerkungen) | Höchstplatzierung, Gesamtwochen, AuszeichnungChartplatzierungen (Jahr, Titel, Musiklabel, Platzierungen, Wochen, Auszeichnungen, Anmerkungen) | Höchstplatzierung, Gesamtwochen, AuszeichnungChartplatzierungen (Jahr, Titel, Musiklabel, Platzierungen, Wochen, Auszeichnungen, Anmerkungen) | Höchstplatzierung, Gesamtwochen, AuszeichnungChartplatzierungen (Jahr, Titel, Musiklabel, Platzierungen, Wochen, Auszeichnungen, Anmerkungen) | Anmerkungen                                                                           |
| Jahr | Titel Musiklabel                                                                                 | DE | AT | CH | UK | US | Anmerkungen                                                                           |
| ---- | ------------------------------------------------------------------------------------------------ | --- | --- | --- | --- | --- | ------------------------------------------------------------------------------------- |
| 1998 | Greatest Hits Interscope Records (UMG)                                                           | DE9 Gold · (32 Wo.)DE | AT15 (11 Wo.)AT | CH13 Gold · (16 Wo.)CH | UK17 ×3Dreifachplatin · (50 Wo.)UK | US3 Diamant · (552 Wo.)US | Erstveröffentlichung: 24. November 1998 Verkäufe: + 6.705.000                         |
| 2000 | The Lost Tapes auch bekannt als: Beginnings: The Lost Tapes 1988–1991 Herb ’N Soul Records (WEA) | — | — | — | — | US178 (1 Wo.)US | Erstveröffentlichung: 18. April 2000 Verkäufe: + 150.000                              |
| 2004 | 2Pac Live Koch Records (Koch)                                                                    | DE86 (1 Wo.)DE | — | — | UK67 (1 Wo.)UK | US54 (6 Wo.)US | Erstveröffentlichung: 6. August 2004 Verkäufe: + 475.000; Kompilation von Live-Titeln |
| 2007 | Best of 2Pac Part 1: Thug Interscope Records (UMG)                                               | — | — | — | UK76 Silber · (1 Wo.)UK | US65 (35 Wo.)US | Erstveröffentlichung: 4. Dezember 2007 Verkäufe: + 270.000                            |
| 2007 | Best of 2Pac Part 2: Life Interscope Records (UMG)                                               | — | — | — | UK— SilberUK | US77 (5 Wo.)US | Erstveröffentlichung: 4. Dezember 2007 Verkäufe: + 190.000                            |

Weitere Kompilationen
- 1997: Legends
- 1998: 1 in 21: A Tupac Shakur Story
- 1998: Pac & Biggie You Never Heard
- 2003: The Prophet: The Best of the Works
- 2005: 2Pac and Friends
- 2005: The Prophet Returns
- 2007: Death Row Dayz
- 2007: Legend of Hip Hop
- 2007: Live It Up
- 2008: Life and an Outlaw

### Remixalben
| Jahr | Titel                   | Höchstplatzierung, Gesamtwochen, AuszeichnungChartplatzierungen (Jahr, Titel, Platzierungen, Wochen, Auszeichnungen, Anmerkungen) | Höchstplatzierung, Gesamtwochen, AuszeichnungChartplatzierungen (Jahr, Titel, Platzierungen, Wochen, Auszeichnungen, Anmerkungen) | Höchstplatzierung, Gesamtwochen, AuszeichnungChartplatzierungen (Jahr, Titel, Platzierungen, Wochen, Auszeichnungen, Anmerkungen) | Höchstplatzierung, Gesamtwochen, AuszeichnungChartplatzierungen (Jahr, Titel, Platzierungen, Wochen, Auszeichnungen, Anmerkungen) | Höchstplatzierung, Gesamtwochen, AuszeichnungChartplatzierungen (Jahr, Titel, Platzierungen, Wochen, Auszeichnungen, Anmerkungen) | Anmerkungen                           |
| Jahr | Titel                   | DE | AT | CH | UK | US | Anmerkungen                           |
| ---- | ----------------------- | --- | --- | --- | --- | --- | ------------------------------------- |
| 2003 | Nu-Mixx Klazzics        | — | — | — | — | US15 (8 Wo.)US | Erstveröffentlichung: 7. Oktober 2003 |
| 2007 | Nu-Mixx Klazzics Vol. 2 | — | — | — | — | US45 (3 Wo.)US | Erstveröffentlichung: 14. August 2007 |

### Soundtracks
| Jahr | Titel               | Höchstplatzierung, Gesamtwochen, AuszeichnungChartplatzierungen (Jahr, Titel, Platzierungen, Wochen, Auszeichnungen, Anmerkungen) | Höchstplatzierung, Gesamtwochen, AuszeichnungChartplatzierungen (Jahr, Titel, Platzierungen, Wochen, Auszeichnungen, Anmerkungen) | Höchstplatzierung, Gesamtwochen, AuszeichnungChartplatzierungen (Jahr, Titel, Platzierungen, Wochen, Auszeichnungen, Anmerkungen) | Höchstplatzierung, Gesamtwochen, AuszeichnungChartplatzierungen (Jahr, Titel, Platzierungen, Wochen, Auszeichnungen, Anmerkungen) | Höchstplatzierung, Gesamtwochen, AuszeichnungChartplatzierungen (Jahr, Titel, Platzierungen, Wochen, Auszeichnungen, Anmerkungen) | Anmerkungen                                                   |
| Jahr | Titel               | DE | AT | CH | UK | US | Anmerkungen                                                   |
| ---- | ------------------- | --- | --- | --- | --- | --- | ------------------------------------------------------------- |
| 2003 | Tupac: Resurrection | DE76 (6 Wo.)DE | — | CH68 (7 Wo.)CH | UK62 Gold · (13 Wo.)UK | US2 Platin · (22 Wo.)US | Erstveröffentlichung: 11. November 2003 Verkäufe: + 1.700.000 |

### EPs
- 1993: Keep Ya Head Up
- 1995: So Many Tears
- 1995: Me Against the World
- 2003: Rap Phenomenon
- 2004: Dear Mama
- 2004: California Love
- 2004: I Get Around

## Singles

### Als Leadmusiker
| Jahr | Titel Album                                                   | Höchstplatzierung, Gesamtwochen, AuszeichnungChartplatzierungen (Jahr, Titel, Album, Platzierungen, Wochen, Auszeichnungen, Anmerkungen) | Höchstplatzierung, Gesamtwochen, AuszeichnungChartplatzierungen (Jahr, Titel, Album, Platzierungen, Wochen, Auszeichnungen, Anmerkungen) | Höchstplatzierung, Gesamtwochen, AuszeichnungChartplatzierungen (Jahr, Titel, Album, Platzierungen, Wochen, Auszeichnungen, Anmerkungen) | Höchstplatzierung, Gesamtwochen, AuszeichnungChartplatzierungen (Jahr, Titel, Album, Platzierungen, Wochen, Auszeichnungen, Anmerkungen) | Höchstplatzierung, Gesamtwochen, AuszeichnungChartplatzierungen (Jahr, Titel, Album, Platzierungen, Wochen, Auszeichnungen, Anmerkungen) | Anmerkungen | [↑]: gemeinsam behandelt mit vorhergehendem Eintrag; [←]: in beiden Charts platziert |
| Jahr | Titel Album                                                   | DE | AT | CH | UK | US | Anmerkungen |                                                                                      |
| ---- | ------------------------------------------------------------- | --- | --- | --- | --- | --- | --- | ------------------------------------------------------------------------------------ |
| 1991 | Trapped 2Pacalypse Now                                        | — | — | — | — | — | Erstveröffentlichung: 25. September 1991                                                                                |                                                                                      |
| 1992 | If My Homie Calls / Brenda’s Got a Baby 2Pacalypse Now        | — | — | — | — | — | Erstveröffentlichung: 25. Februar 1992                                                                                  |                                                                                      |
| 1993 | Holla If Ya Hear Me Strictly 4 My N.I.G.G.A.Z.                | — | — | — | — | — | Erstveröffentlichung: 29. Januar 1993                                                                                   |                                                                                      |
| 1993 | I Get Around Strictly 4 My N.I.G.G.A.Z.                       | — | — | — | UK— SilberUK | US11 Platin · (25 Wo.)US | Erstveröffentlichung: 10. Juni 1993 Verkäufe: + 1.200.000                                                               |                                                                                      |
| 1993 | Keep Ya Head Up Strictly 4 My N.I.G.G.A.Z.                    | — | — | — | UK— SilberUK | US12 Platin · (20 Wo.)US | Erstveröffentlichung: 28. Oktober 1993 Verkäufe: + 1.260.000                                                            |                                                                                      |
| 1994 | Papa’z Song Strictly 4 My N.I.G.G.A.Z.                        | — | — | — | — | US87 (2 Wo.)US | Erstveröffentlichung: 17. März 1994 feat. Mopreme Shakur                                                                |                                                                                      |
| 1995 | Dear Mama Me Against the World                                | DE81 (4 Wo.)DE | — | CH43 (2 Wo.)CH | UK27 Gold · (4 Wo.)UK | US9 ×3Dreifachplatin · (20 Wo.)US | Erstveröffentlichung: 21. Februar 1995 Verkäufe: + 3.460.000                                                            |                                                                                      |
| 1995 | Old School Me Against the World                               | — | — | — | —[US: ↑] | US9 ×3Dreifachplatin · (20 Wo.)US | Erstveröffentlichung: 21. Februar 1995                                                                                  |                                                                                      |
| 1995 | So Many Tears Me Against the World                            | — | — | — | — | US44 (15 Wo.)US | Erstveröffentlichung: 13. Juni 1995                                                                                     |                                                                                      |
| 1995 | Temptations Me Against the World                              | — | — | — | — | US68 (6 Wo.)US | Erstveröffentlichung: 29. August 1995                                                                                   |                                                                                      |
| 1995 | California Love All Eyez on Me                                | DE7 Gold · (20 Wo.)DE | AT9 (12 Wo.)AT | CH7 (19 Wo.)CH | UK6 Platin · (9 Wo.)UK | US1 ×2Doppelplatin · (24 Wo.)US | Erstveröffentlichung: 28. Dezember 1995 Verkäufe: + 3.210.000; feat. Dr. Dre & Roger Troutman                           |                                                                                      |
| 1996 | How Do U Want It All Eyez on Me                               | DE74 (6 Wo.)DE | — | CH37 (4 Wo.)CH | UK17 Silber · (4 Wo.)UK[US: ↑] | US1 ×2Doppelplatin · (24 Wo.)US | Erstveröffentlichung: 4. Juni 1996 Verkäufe: + 295.000; feat. K-Ci & JoJo                                               |                                                                                      |
| 1996 | I Ain’t Mad at Cha All Eyez on Me                             | DE86 (4 Wo.)DE | — | — | UK13 Silber · (9 Wo.)UK | — | Erstveröffentlichung: 15. September 1996 Verkäufe: + 205.000; feat. Danny Boy                                           |                                                                                      |
| 1996 | Toss It Up The Don Killuminati: The 7 Day Theory              | — | — | — | UK15 (4 Wo.)UK | — | Erstveröffentlichung: 26. September 1996 Verkäufe: + 5.000; als Makaveli; feat. Danny Brown und K-Ci & JoJo             |                                                                                      |
| 1996 | 2 of Amerikaz Most Wanted All Eyez on Me                      | — | — | — | UK— SilberUK | — | Erstveröffentlichung: 1996 Verkäufe: + 230.000; feat. Snoop Dogg                                                        |                                                                                      |
| 1997 | Runnin’ (From tha Police) One Million Strong (Sampler)        | DE84 (5 Wo.)DE | — | — | UK15 (3 Wo.)UK | US81 (6 Wo.)US | Erstveröffentlichung: 11. Februar 1997 Verkäufe: + 40.000 feat. The Notorious B.I.G., Stretch, Dramacydal & Buju Banton |                                                                                      |
| 1997 | To Live and Die in L.A. The Don Killuminati: The 7 Day Theory | — | — | — | UK10 (4 Wo.)UK | — | Erstveröffentlichung: 1997 als Makaveli; feat. Val Young                                                                |                                                                                      |
| 1997 | Hail Mary The Don Killuminati: The 7 Day Theory               | — | — | — | UK43 Silber · (2 Wo.)UK | — | Erstveröffentlichung: 11. Februar 1997 Verkäufe: + 200.000 als Makaveli; feat. Outlawz & Prince Ital Joe                |                                                                                      |
| 1997 | I Wonder If Heaven Got a Ghetto R U Still Down? (Remember Me) | — | — | — | UK21 (4 Wo.)UK | US67 (11 Wo.)US | Erstveröffentlichung: 21. September 1997                                                                                |                                                                                      |
| 1997 | Wanted Dead or Alive Gridlock’d (Soundtrack)                  | — | — | — | UK16 (3 Wo.)UK | — | Erstveröffentlichung: 16. Mai 1997 feat. Snoop Dogg                                                                     |                                                                                      |
| 1997 | Do for Love R U Still Down? (Remember Me)                     | — | — | — | UK12 Platin · (6 Wo.)UK | US21 Gold · (18 Wo.)US | Erstveröffentlichung: 24. Oktober 1997 Verkäufe: + 1.100.000                                                            |                                                                                      |
| 1998 | Changes Greatest Hits                                         | DE2 Gold · (20 Wo.)DE | AT6 (12 Wo.)AT | CH2 Gold · (19 Wo.)CH | UK3 ×2Doppelplatin · (14 Wo.)UK | US32 (19 Wo.)US | Erstveröffentlichung: 13. Oktober 1998 Verkäufe: + 1.810.000; feat. Talent                                              |                                                                                      |
| 1998 | Happy Home Pac & Biggie You Never Heard                       | — | — | — | UK17 (2 Wo.)UK | — | Erstveröffentlichung: 16. November 1998                                                                                 |                                                                                      |
| 2001 | Until the End of Time                                         | DE33 (14 Wo.)DE | AT64 (2 Wo.)AT | CH24 (10 Wo.)CH | UK4 Silber · (12 Wo.)UK | US52 (14 Wo.)US | Erstveröffentlichung: 18. Februar 2001 Verkäufe: + 200.000; feat. R. L.                                                 |                                                                                      |
| 2001 | Letter 2 My Unborn Until the End of Time                      | DE76 (8 Wo.)DE | — | — | UK21 (5 Wo.)UK | — | Erstveröffentlichung: 19. April 2001                                                                                    |                                                                                      |
| 2002 | Thugz Mansion Better Dayz                                     | DE74 (6 Wo.)DE | — | — | UK24 (7 Wo.)UK | US19 (20 Wo.)US | Erstveröffentlichung: 17. Oktober 2002 feat. Nas                                                                        |                                                                                      |
| 2003 | Still Ballin (Nitty Remix) Better Dayz                        | — | — | — | — | US69 (20 Wo.)US | Erstveröffentlichung: 29. März 2003 feat. Trick Daddy                                                                   |                                                                                      |
| 2003 | Runnin’ (Dying to Live) Tupac: Resurrection                   | DE12 (14 Wo.)DE | AT19 (18 Wo.)AT | CH9 (19 Wo.)CH | UK17 (6 Wo.)UK | US19 (20 Wo.)US | Erstveröffentlichung: 30. September 2003 feat. The Notorious B.I.G.                                                     |                                                                                      |
| 2004 | One Day at a Time (Em’s Version) Tupac: Resurrection          | — | — | — | — | US80 (5 Wo.)US | Erstveröffentlichung: 13. Januar 2004 feat. Eminem & Outlawz                                                            |                                                                                      |
| 2004 | Thugs Get Lonely Too Loyal to the Game                        | — | — | — | — | US98 (4 Wo.)US | Erstveröffentlichung: 18. Dezember 2004 feat. Nate Dogg                                                                 |                                                                                      |
| 2005 | Ghetto Gospel Loyal to the Game                               | DE3 Gold · (21 Wo.)DE | AT3 (31 Wo.)AT | CH7 (21 Wo.)CH | UK1 Platin · (39 Wo.)UK | — | Erstveröffentlichung: 25. April 2005 Verkäufe: + 925.000; feat. Elton John                                              |                                                                                      |
| 2006 | Pac’s Life                                                    | DE31 (5 Wo.)DE | — | — | UK21 (7 Wo.)UK | — | Erstveröffentlichung: 21. Dezember 2006 feat. T.I. & Ashanti                                                            |                                                                                      |

### Als Gastmusiker
| Jahr | Titel Album                                      | Höchstplatzierung, Gesamtwochen, AuszeichnungChartplatzierungen (Jahr, Titel, Album, Platzierungen, Wochen, Auszeichnungen, Anmerkungen) | Höchstplatzierung, Gesamtwochen, AuszeichnungChartplatzierungen (Jahr, Titel, Album, Platzierungen, Wochen, Auszeichnungen, Anmerkungen) | Höchstplatzierung, Gesamtwochen, AuszeichnungChartplatzierungen (Jahr, Titel, Album, Platzierungen, Wochen, Auszeichnungen, Anmerkungen) | Höchstplatzierung, Gesamtwochen, AuszeichnungChartplatzierungen (Jahr, Titel, Album, Platzierungen, Wochen, Auszeichnungen, Anmerkungen) | Höchstplatzierung, Gesamtwochen, AuszeichnungChartplatzierungen (Jahr, Titel, Album, Platzierungen, Wochen, Auszeichnungen, Anmerkungen) | Anmerkungen                                                         |
| Jahr | Titel Album                                      | DE | AT | CH | UK | US | Anmerkungen                                                         |
| ---- | ------------------------------------------------ | --- | --- | --- | --- | --- | ------------------------------------------------------------------- |
| 1997 | Stop the Gunfight                                | — | — | — | — | US77 (7 Wo.)US | Erstveröffentlichung: 1997 Trapp feat. 2 Pac & The Notorious B.I.G. |
| 1999 | Baby Don’t Cry (Keep Ya Head Up II) Still I Rise | DE25 (9 Wo.)DE | — | CH55 (10 Wo.)CH | — | US72 (7 Wo.)US | Erstveröffentlichung: 28. Oktober 1999 Outlawz feat. 2 Pac          |
| 2008 | Playa Cardz Right A Different Me / Pac’s Life    | — | — | — | — | US63 (13 Wo.)US | Erstveröffentlichung: 31. Oktober 2008 Keyshia Cole feat. 2 Pac     |

## Videoalben und Musikvideos

### Videoalben
| Jahr | Titel                      | Höchstplatzierung, Gesamtwochen, AuszeichnungChartplatzierungen (Jahr, Titel, Platzierungen, Wochen, Auszeichnungen, Anmerkungen) | Höchstplatzierung, Gesamtwochen, AuszeichnungChartplatzierungen (Jahr, Titel, Platzierungen, Wochen, Auszeichnungen, Anmerkungen) | Höchstplatzierung, Gesamtwochen, AuszeichnungChartplatzierungen (Jahr, Titel, Platzierungen, Wochen, Auszeichnungen, Anmerkungen) | Höchstplatzierung, Gesamtwochen, AuszeichnungChartplatzierungen (Jahr, Titel, Platzierungen, Wochen, Auszeichnungen, Anmerkungen) | Höchstplatzierung, Gesamtwochen, AuszeichnungChartplatzierungen (Jahr, Titel, Platzierungen, Wochen, Auszeichnungen, Anmerkungen) | Anmerkungen                                    |
| Jahr | Titel                      | DE | AT | CH | UK | US | Anmerkungen                                    |
| ---- | -------------------------- | --- | --- | --- | --- | --- | ---------------------------------------------- |
| 2002 | Vs.                        | — | — | — | UK12 (6 Wo.)UK | — | Erstveröffentlichung: 2002                     |
| 2005 | Live at the House of Blues | — | — | — | UK3 Gold · (8 Wo.)UK | US— PlatinUS | Erstveröffentlichung: 2005 Verkäufe: + 135.000 |

Weitere Videoalben
- 1997: 2Pac #1
- 1997: 2Pac #2: X-Rated
- 1997: 2Pac #3
- 2000: Best of 2 Pac Music Videos
- 2001: Thug Angel – The Life of an Outlaw (Verkäufe: + 155.000, UK: Gold, US: Platin)
- 2006: Death Row: The Complete Live Performances (Verkäufe: + 7.500)
- 2007: Nu Mixx Klazzics Vol. 2 (Evolution: Duets and Remixes)

### Musikvideos
| Jahr | Titel                               | Regie                          |
| ---- | ----------------------------------- | ------------------------------ |
| 1992 | If My Homie Calls                   | Tupac Shakur                   |
| 1992 | Trapped                             | Allen Hughes, Albert Hughes    |
| 1992 | Brenda’s Got a Baby                 | The Hughes Brothers            |
| 1993 | Wussup wit’ the Luv?                | Jim Swaffield                  |
| 1993 | Holler If Ya Hear Me                | Stephen Ashley Blake           |
| 1993 | I Get Around                        | David Dobkin                   |
| 1993 | Keep Ya Head Up                     | David Dobkin                   |
| 1994 | Papa’z Song                         | James Micheal Marshall         |
| 1994 | Pour Out a Little Liquor            | Tupac Shakur                   |
| 1994 | Cradle to the Grave                 | Ricky Harris                   |
| 1995 | How Long Will They Mourn Me?        | Kia B. Puriefoy                |
| 1995 | It Don’t Stop                       | Kia B. Puriefoy                |
| 1995 | Dear Mama                           | Lionel C. Martin               |
| 1995 | So Many Tears                       | Lionel C. Martin               |
| 1995 | Temptations                         | David Nelson                   |
| 1996 | California Love (2 Versionen)       | Hype Williams / J. Kevin Swain |
| 1996 | 2 of Amerika’z Most Wanted          | Tupac Shakur                   |
| 1996 | How Do U Want It?                   | Tupac Shakur, Ron Hightower    |
| 1996 | How Do U Want It? (Stage Version)   | J. Kevin Swain                 |
| 1996 | Hit ’Em Up                          | J. Kevin Swain                 |
| 1996 | I Ain’t Mad at Cha                  | Tupac Shakur, J. Kevin Swain   |
| 1996 | Toss It Up (2 Versionen)            | Lionel C. Martin               |
| 1996 | All Bout You                        | Marlene Rhein, Rob Johnson     |
| 1997 | To Live and Die in L.A.             | J. Kevin Swain                 |
| 1997 | Hail Mary                           | Frank Sacramento               |
| 1997 | Made Niggaz                         | Gobi Nejad                     |
| 1997 | I Wonder If Heaven’s Got a Ghetto   | Lionel C. Martin               |
| 1997 | Do for Love                         | Bill Parker                    |
| 1999 | Changes                             | Chris Hafner                   |
| 1999 | Unconditional Love                  | Rob Johnson                    |
| 2000 | Baby Don’t Cry (Keep Ya Head Up II) | J. Jesses Smith                |
| 2001 | Until the End of Time               | Chris Hafner                   |
| 2001 | Letter 2 My Unborn Child            | Chris Hafner                   |
| 2002 | Thugz Mansion                       | David Nelson                   |
| 2003 | Runnin’ (Dying to Live)             | Philip G. Atwell               |
| 2005 | Ghetto Gospel                       | Nzingha Stewart                |
| 2006 | Pac’s Life                          | Gobi Nejad                     |
| 2008 | Playa Cardz Right                   | Benny Boom                     |

## Boxsets
- 1999: 6-Pac Box Set
- 2006: Tupac Collector’s Box
- 2007: The 10th Anniversary Collection
- 2009: 2 for 1: Loyal to the Game + Pac’s Life

## Promoveröffentlichungen
Promo-Singles
- 1998: Unconditional Love
- 1999: Who Do You Believe in? (feat. Yaki Kadafi)
- 2000: Thug Nature

## Sonderveröffentlichungen

### Kompilationen
| Jahr | Titel Musiklabel | Höchstplatzierung, Gesamtwochen, AuszeichnungChartplatzierungen (Jahr, Titel, Musiklabel, Platzierungen, Wochen, Auszeichnungen, Anmerkungen) | Höchstplatzierung, Gesamtwochen, AuszeichnungChartplatzierungen (Jahr, Titel, Musiklabel, Platzierungen, Wochen, Auszeichnungen, Anmerkungen) | Höchstplatzierung, Gesamtwochen, AuszeichnungChartplatzierungen (Jahr, Titel, Musiklabel, Platzierungen, Wochen, Auszeichnungen, Anmerkungen) | Höchstplatzierung, Gesamtwochen, AuszeichnungChartplatzierungen (Jahr, Titel, Musiklabel, Platzierungen, Wochen, Auszeichnungen, Anmerkungen) | Höchstplatzierung, Gesamtwochen, AuszeichnungChartplatzierungen (Jahr, Titel, Musiklabel, Platzierungen, Wochen, Auszeichnungen, Anmerkungen) | Anmerkungen                                                            |
| Jahr | Titel Musiklabel | DE | AT | CH | UK | US | Anmerkungen                                                            |
| ---- | ---------------- | --- | --- | --- | --- | --- | ---------------------------------------------------------------------- |
| 2005 | Ready 2 Die      | — | — | — | UK70 (1 Wo.)UK | — | Erstveröffentlichung: 31. Januar 2005; unautorisierte Veröffentlichung |

### Interviewalben
| Jahr | Titel            | Höchstplatzierung, Gesamtwochen, AuszeichnungChartplatzierungen (Jahr, Titel, Platzierungen, Wochen, Auszeichnungen, Anmerkungen) | Höchstplatzierung, Gesamtwochen, AuszeichnungChartplatzierungen (Jahr, Titel, Platzierungen, Wochen, Auszeichnungen, Anmerkungen) | Höchstplatzierung, Gesamtwochen, AuszeichnungChartplatzierungen (Jahr, Titel, Platzierungen, Wochen, Auszeichnungen, Anmerkungen) | Höchstplatzierung, Gesamtwochen, AuszeichnungChartplatzierungen (Jahr, Titel, Platzierungen, Wochen, Auszeichnungen, Anmerkungen) | Höchstplatzierung, Gesamtwochen, AuszeichnungChartplatzierungen (Jahr, Titel, Platzierungen, Wochen, Auszeichnungen, Anmerkungen) | Anmerkungen                                             |
| Jahr | Titel            | DE | AT | CH | UK | US | Anmerkungen                                             |
| ---- | ---------------- | --- | --- | --- | --- | --- | ------------------------------------------------------- |
| 1998 | In His Own Words | — | — | — | UK65 (2 Wo.)UK | US112 (11 Wo.)US | Erstveröffentlichung: 21. Juli 1998 Verkäufe: + 250.000 |

Weitere Interviewalben
- 2000: Afeni Shakur Discusses: “The Rose That Grew from Concrete, Vol. 1”
- 2000: In Conversation
- 2002: Maximum 2Pac
- 2003: X-Posed: The Interview
- 2008: The Lowdown

### Tributealben
Bei untenstehenden Alben handelt es sich um Tributealben, welche im Gedenken an Tupac erstellt wurden und keine Lieder von ihm enthalten. Daher sind die Chartplatzierungen und Verkaufszahlen nicht Teil der Gesamtstatistik.
| Jahr | Titel                            | Höchstplatzierung, Gesamtwochen, AuszeichnungChartplatzierungen (Jahr, Titel, Platzierungen, Wochen, Auszeichnungen, Anmerkungen) | Höchstplatzierung, Gesamtwochen, AuszeichnungChartplatzierungen (Jahr, Titel, Platzierungen, Wochen, Auszeichnungen, Anmerkungen) | Höchstplatzierung, Gesamtwochen, AuszeichnungChartplatzierungen (Jahr, Titel, Platzierungen, Wochen, Auszeichnungen, Anmerkungen) | Höchstplatzierung, Gesamtwochen, AuszeichnungChartplatzierungen (Jahr, Titel, Platzierungen, Wochen, Auszeichnungen, Anmerkungen) | Höchstplatzierung, Gesamtwochen, AuszeichnungChartplatzierungen (Jahr, Titel, Platzierungen, Wochen, Auszeichnungen, Anmerkungen) | Anmerkungen                                                |
| Jahr | Titel                            | DE | AT | CH | UK | US | Anmerkungen                                                |
| ---- | -------------------------------- | --- | --- | --- | --- | --- | ---------------------------------------------------------- |
| 2000 | The Rose That Grew from Concrete | — | — | — | — | US89 (4 Wo.)US | Erstveröffentlichung: 17. Oktober 2000 Verkäufe: + 260.000 |

Weitere Tributealben
- 2005: The Rose, Vol. 2

### Gastbeiträge
| Jahr | Titel                                    | Interpretation                           | Album                                          |
| ---- | ---------------------------------------- | ---------------------------------------- | ---------------------------------------------- |
| 1990 | Same Song                                | Digital Underground, 2 Pac               | This Is an EP Release                          |
| 1991 | DFLO Shuttle                             | Digital Underground, 2 Pac               | Sons of the P                                  |
| 1992 | Call It What U Want                      | Above the Law, 2 Pac                     | Black Mafia Life                               |
| 1993 | Gotta Get Mine                           | MC Breed, 2 Pac                          | The New Breed                                  |
| 1993 | Wussup wit the Luv                       | Digital Underground, 2 Pac               | The Body-Hat Syndrome                          |
| 1993 | The Humpty Dance Awards                  | Digital Underground, 2 Pac               | The Body-Hat Syndrome                          |
| 1994 | Let’s Get It On                          | Eddie F, The Notorious B.I.G., 2 Pac     | Let’s Get It On                                |
| 1994 | Gangsta Team                             | South Central Cartel, 2 Pac              | ’N Gatz We Truss                               |
| 1994 | Jealous Got Me Strapped                  | Spice 1, 2 Pac                           | AmeriKKKa’s Nightmare                          |
| 1995 | Dusted n Disgusted                       | E-40, 2 Pac                              | In a Major Way                                 |
| 1995 | Slippin’ into Darkness                   | Funky Aztecs, 2 Pac                      | Day of the Dead                                |
| 1995 | P.Y.T. (Playa Young Thugs)               | Smooth, 2 Pac                            | Smooth                                         |
| 1995 | Throw Your Hands Up                      | Various Artists                          | Pump Ya Fist                                   |
| 1995 | My Block                                 | Various Artists                          | The Show                                       |
| 1995 | We Do This                               | Too Short, 2 Pac                         | Cocktails                                      |
| 1996 | Million Dollar Spot                      | E-40, 2 Pac                              | Tha Hall of Game                               |
| 1996 | Niggaz Done Changed                      | Richie Rich, 2 Pac                       | Seasoned Veteran                               |
| 1996 | Gotta Survive                            | Young Lay, 2 Pac                         | Black ’N Dangerous                             |
| 1996 | Outro                                    | Snoop Dogg, 2 Pac                        | The Doggfather                                 |
| 1997 | Big Bad Lady                             | The Lady of Rage, 2 Pac                  | Necessary Roughness                            |
| 1997 | Thug Luv                                 | Bone Thugs-N-Harmony, 2 Pac              | The Art of War                                 |
| 1997 | Runnin’                                  | Various Artists                          | One Million Strong                             |
| 1997 | Smile                                    | Scarface, 2 Pac                          | The Untouchable                                |
| 1997 | 4 tha Hustlas                            | Ant Banks, 2 Pac                         | Big Thangs                                     |
| 1997 | Are U Still Down                         | Jon B., 2 Pac                            | Cool Relax                                     |
| 1998 | Initiated                                | Daz Dillinger, 2 Pac                     | Retaliation, Revenge and Get Back              |
| 1998 | Me & My Homies                           | Nate Dogg, 2 Pac                         | G-Funk Classics, Vol. 1 & 2                    |
| 1998 | Homies & Thuggs                          | Scarface, Master P, Doracell, 2Pac       | My Homies                                      |
| 1998 | Real Bad Boys                            | Assassin, 2 Pac                          | 3 Beam Circus                                  |
| 1998 | I Can’t Turn Back                        | Spice 1, 2 Pac                           | Cellblock Compilation, Vol. 2: Face/Off        |
| 1998 | Raise Up Off These Nuts                  | D’wayne Wiggins, Sylk-E. Fyne, 2 Pac     | Heat                                           |
| 1998 | Dayz of a Criminal                       | Various Artists                          | Playas Association Vol. 2 – Full Time Hustlin’ |
| 1999 | Verses from the Arsenal                  | Shyheim, 2 Pac                           | Manchild                                       |
| 1999 | Gaffled (Remix)                          | 3X Krazy, 2 Pac                          | Immortalized                                   |
| 1999 | Sunny Day                                | A Lighter Shade of Brown, 2 Pac          | If You Could See Inside Me                     |
| 2000 | Deadly Combination                       | Big L, 2 Pac                             | The Big Picture                                |
| 2001 | So Much Pain                             | Ja Rule, 2 Pac                           | Pain Is Love                                   |
| 2001 | World Wide (World Wide Mob Figgaz Remix) | Outlawz, 2 Pac                           | Novakane                                       |
| 2001 | Untouchable                              | Lisa Lopes, 2 Pac                        | Supernova                                      |
| 2004 | Tryin’ to Make It Through                | Benzino, 2 Pac                           | Arch Nemesis                                   |
| 2004 | Roll wit Me (Niggaz and Bitches)         | MC Breed, 2 Pac                          | The New Prescription                           |
| 2004 | Jawz Tight (OG Cypher)                   | Yaki Kadafi, 2 Pac                       | Rize Vol. 1                                    |
| 2004 | Run All Out                              | Yaki Kadafi, 2 Pac                       | Rize Vol. 1                                    |
| 2004 | Killing Fields                           | Yaki Kadafi, 2 Pac                       | Rize Vol. 1                                    |
| 2004 | They Don’t Give a Fuck                   | Yaki Kadafi, 2 Pac                       | Rize Vol. 1                                    |
| 2004 | First 2 Bomb (Remix)                     | Yaki Kadafi, 2 Pac                       | Rize Vol. 1                                    |
| 2004 | Get Worried                              | Yaki Kadafi, 2 Pac                       | Rize Vol. 1                                    |
| 2004 | Secretz (Rearranged OG)                  | Yaki Kadafi, 2 Pac                       | Rize Vol. 1                                    |
| 2004 | Where Will I Be                          | Yaki Kadafi, 2 Pac                       | Rize Vol. 1                                    |
| 2004 | Home Late                                | Yaki Kadafi, 2 Pac                       | Rize Vol. 1                                    |
| 2004 | Who Believes?                            | Yaki Kadafi, 2 Pac                       | Rize Vol. 1                                    |
| 2004 | Unborn Letters                           | Yaki Kadafi, 2 Pac                       | Rize Vol. 1                                    |
| 2004 | Part 2                                   | Jon B., 2 Pac                            | Stronger Everyday                              |
| 2005 | My Homeboys (Back to Back)               | Kurupt, 2 Pac                            | Against tha Grain                              |
| 2005 | Living in Pain                           | The Notorious B.I.G., 2 Pac              | Duets: The Final Chapter                       |
| 2006 | Still Busting                            | Muszamil, 2 Pac                          | Reparation Is Due                              |
| 2006 | Interlude / Political Soldiers           | Muszamil, 2 Pac                          | Reparation Is Due                              |
| 2006 | Can’t Stop the Reign                     | The Commission, Rakim, 2 Pac             |                                                |
| 2006 | Livin’ in the Projects                   | Lil Scrappy, 2 Pac                       | Bred 2 Die Born 2 Live                         |
| 2007 | Better Dayz                              | O.F.T.B., 2 Pac                          | The Missing DR Files                           |
| 2007 | World Wide – Time After Time             | O.F.T.B., 2 Pac                          | The Missing DR Files                           |
| 2007 | Against All Odds                         | Trae, 2 Pac                              | Life Goes On                                   |
| 2007 | Have Heart…Have Money                    | Mopreme Shakur, 2 Pac                    | Black And Brown Pride                          |
| 2007 | Shock G’s Outro / Hidden Track           | Mopreme Shakur, 2 Pac                    | Black and brown Pride                          |
| 2007 | We Can’t Stop                            | Kutt Calhoun, 2 Pac                      | Flamez Mixtape                                 |
| 2008 | Killa                                    | Freddie Foxxx, Benzino, 2 Pac            | Crazy Like A Foxxx                             |
| 2008 | Playa Cardz Right                        | Keyshia Cole, 2 Pac                      | A Different Me                                 |
| 2010 | Right Now                                | Bun B, Pimp C, Trey Songz, 2 Pac         | Trill O.G.                                     |
| 2010 | Rollin’ & Smokin’                        | Spice 1, Scarface, Devin the Dude, 2 Pac | Home Street Home                               |

## Statistik

### Chartauswertung
|                     | DE     | AT    | CH    | UK     | US     |
| ------------------- | ------ | ----- | ----- | ------ | ------ |
| Nummer-eins-Alben   | DE—DE  | AT—AT | CH—CH | UK—UK  | US5US  |
| Top-10-Alben        | DE1DE  | AT—AT | CH—CH | UK—UK  | US11US |
| Alben in den Charts | DE11DE | AT4AT | CH8CH | UK15UK | US22US |

|                       | DE     | AT    | CH    | UK     | US     |
| --------------------- | ------ | ----- | ----- | ------ | ------ |
| Nummer-eins-Singles   | DE—DE  | AT—AT | CH—CH | UK1UK  | US1US  |
| Top-10-Singles        | DE3DE  | AT3AT | CH3CH | UK3UK  | US2US  |
| Singles in den Charts | DE13DE | AT5AT | CH7CH | UK12UK | US20US |

|                          | DE    | AT    | CH    | UK    | US    |
| ------------------------ | ----- | ----- | ----- | ----- | ----- |
| Nummer-eins-Videoalben   | DE—DE | AT—AT | CH—CH | UK—UK | US—US |
| Top-10-Videoalben        | DE—DE | AT—AT | CH—CH | UK1UK | US—US |
| Videoalben in den Charts | DE—DE | AT—AT | CH—CH | UK2UK | US—US |

### Auszeichnungen für Musikverkäufe
| Land/RegionAuszeichnungen für Musikverkäufe (Land/Region, Auszeichnungen, Verkäufe, Quellen) | Silber       | Gold       | Platin       | Diamant     | Verkäufe   | Quellen                           |
| -------------------------------------------------------------------------------------------- | ------------ | ---------- | ------------ | ----------- | ---------- | --------------------------------- |
| Australien (ARIA)                                                                            | —            | 6× Gold6   | 5× Platin5   | —           | 395.000    | aria.com.au                       |
| Belgien (BRMA)                                                                               | —            | 2× Gold2   | —            | —           | 50.000     | ultratop.be                       |
| Dänemark (IFPI)                                                                              | —            | 4× Gold4   | 6× Platin6   | —           | 440.000    | ifpi.dk DK2                       |
| Deutschland (BVMI)                                                                           | —            | 6× Gold6   | —            | —           | 1.500.000  | musikindustrie.de                 |
| Frankreich (SNEP)                                                                            | —            | Gold1      | —            | —           | 100.000    | snepmusique.com                   |
| Italien (FIMI)                                                                               | —            | 6× Gold6   | —            | —           | 275.000    | fimi.it                           |
| Kanada (MC)                                                                                  | —            | 3× Gold3   | 7× Platin7   | —           | 820.000    | musiccanada.com                   |
| Neuseeland (RMNZ)                                                                            | —            | 11× Gold11 | 28× Platin28 | —           | 850.000    | aotearoamusiccharts.co.nz NZ2 NZ3 |
| Niederlande (NVPI)                                                                           | —            | 2× Gold2   | 2× Platin2   | —           | 230.000    | nvpi.nl                           |
| Norwegen (IFPI)                                                                              | —            | Gold1      | —            | —           | 10.000     | ifpi.no                           |
| Polen (ZPAV)                                                                                 | —            | Gold1      | —            | —           | 50.000     | olis.pl                           |
| Schweden (IFPI)                                                                              | —            | —          | Platin1      | —           | 30.000     | ifpi.se                           |
| Schweiz (IFPI)                                                                               | —            | 2× Gold2   | —            | —           | 50.000     | hitparade.ch                      |
| Spanien (Promusicae)                                                                         | —            | Gold1      | —            | —           | 30.000     | elportaldemusica.es               |
| Vereinigte Staaten (RIAA)                                                                    | —            | 2× Gold2   | 30× Platin30 | 2× Diamant2 | 41.515.000 | riaa.com US2                      |
| Vereinigtes Königreich (BPI)                                                                 | 10× Silber10 | 13× Gold13 | 13× Platin13 | —           | 8.715.000  | bpi.co.uk                         |
| Insgesamt                                                                                    | 10× Silber10 | 61× Gold61 | 92× Platin92 | 2× Diamant2 |            |                                   |